# Línguas kulinic

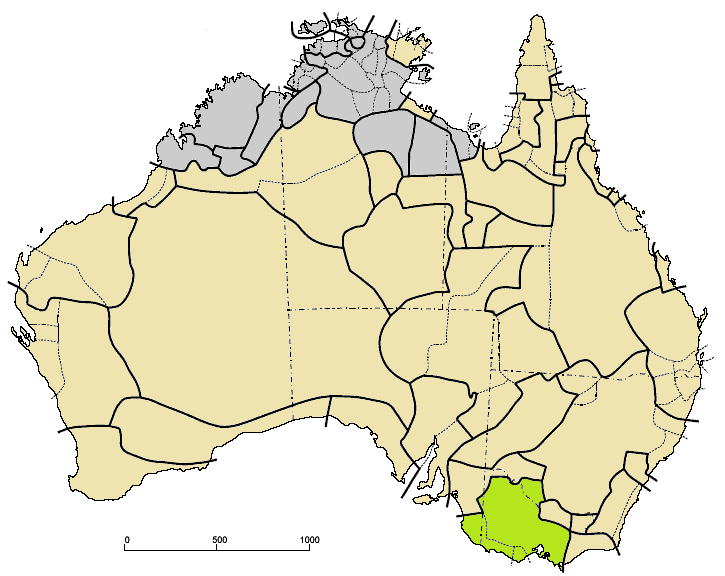
Línguas Kulnic (verde), ramo das Pama-Nyungan (amarelo). Ao longo do litoral são 3 grupos, de oeste p/ leste - Drual, Kolakngat, Kulin

As línguas  Kulinic são um ramo da família das Pama–Nyungan family. São as seguintes:
- línguas Kulin (3+, Ex.: Woiwurrung)
- línguas Kolakngat
- línguas Drual (2)

A língua Warrnambool é uma das Kulinic, podendo ser uma Drual, mas há pouca certeza sobre isso.  Gadubanud foi um dialeto da língua Warrnambool, talvez Kolakngat. Várias linguagens tidas como parte das Kulinic, como a wemba wemba, são consideradas como parte das Kulin..
Os três ramos das Kulinic apresentam muitas diferenças; o especialista Dixon as considera como três famílias distintas.